# Emanuel (bok)
Emanuel utkom i september år 2000 och är den första boken om den fiktiva tonårspojken Emanuel Hjort av kusinerna Anders Jacobsson och Sören Olsson. Emanuel är äldre än Bert Ljung och boken mer anpassad till samtiden än den gamla Bert-serien, delvis beroende på att när Emanuel-boken kom hade Internet börjat slå igenom på allvar.

## Bokomslaget
Bokomslaget visar en tjej i bikini.

## Handling
Emanuel är en 16-årig pojke, som tillbringar mycket tid på Internet. Han mejlar och chattar och försöker via anonymt namn få kontakt med flickor. Han är också duktig på att ta fotografier, och verkar alltid ha en snygg tjej i siktet. Annars saknar han bara några få motiv i sin samling: Satan, ett UFO, två katter som har samlag, en död människa och en naken kvinna.
Emanuel börjar gymnasieskolan, och från början känns det osäkert och otryggt, och då terminen går och eleverna finner sina platser, roller, och nya vänner börjar allt falla på plats igen. I boken förekommer även insprängda kommentarer angående Emanuels tonårsliv från påhittade "forskare".

### Fotnoter
1. ↑  ”Emanuel” (på engelska). Worldcat. 11 mars 2000. https://www.worldcat.org/title/emanuel/oclc/186104282&referer=brief_results. Läst 30 mars 2015.